# Opisna statistika
Opisna statistika je skupina statističnih metod, ki se ukvarjajo s povzemanjem pridobljenih podatkov. Te metode iščejo opisne (meta) podatke o populaciji in njenih sestavnih delih, da bi ustvarile pregledni opis.
Temeljne opisne statistike sestavlja grafični opis, katerega osnova je predstavitev s pomočjo grafov, tabelarni opis, ki ustvarja pregled s pomočjo tabel in statistični povzetki, ki na osnovi nekaterih računov predstavijo bistvene podatke (npr. srednje vrednosti).
Naloga opisne statistike je mnogokrat prikaz vsaj dveh lastnosti statistične populacije oziroma njenih gradnikov, statističnih enot. Prva izmed teh so skupne lastnosti statističnih enot, tj., kako se različne enote med seboj povezujejo oziroma kakšne skupne lastnosti ustvarjajo. Druga izmed dveh lastnosti pa je raznolikost statističnih enot, opisna statistika torej predstavi spremenljivost (variabilnost). Temeljni in največkrat uporabni podatki opisne statistike za prikaz skupnih lastnosti so aritmetična sredina, mediana in modus določene populacije, pa tudi nekatere druge vrednosti, kot kumulativne frekvence in kvantili. Spremenljivost statističnih enot v populaciji pa je moč predstaviti z varianco, standardnim odklonom in razponom vrednosti.
Opisna statistika je prvi korak analize podatkov, ko so bili ti zbrani in urejeni. Sledi ji nadaljnja obdelava in izvajanje sklepov, če je za njih moč izpeljati dovolj podatkov.